# Alice Agneskirchner
Alice Agneskirchner (* 1966 in München) ist eine deutsche Drehbuchautorin und Regisseurin.

## Leben
Alice Agneskirchner ist in München und am Tegernsee aufgewachsen, ihre Mutter stammte aus Rottach-Egern, sie starb 1977.
In München studierte Alice Agneskirchner Theaterwissenschaft, Politikwissenschaft und Deutsche und Vergleichende Volkskunde. Sie war Regieassistentin am Landestheater Salzburg, reiste durch Asien und Nordamerika, arbeitete u. a. als Bergführerin, Cowgirl und Buchhändlerin. Von 1989 bis 1994 absolvierte sie ein Regiestudium an der Hochschule für Film und Fernsehen „Konrad Wolf“ Potsdam-Babelsberg. Noch vor der Wende erhielt sie ein Gaststudium durch Lothar Bisky, den damaligen Rektor.
Seit dem Diplomabschluss arbeitet sie als Autorin und Regisseurin für Dokumentarfilme und Imagefilme. Seit ihrem Film „Ein Apartment in Berlin“ (Gert-Ruge-Stipendium / Los Angeles Jewish Film Festival 2015) richtet sich ihr künstlerisches Interesse zunehmend auf dokumentarische Filme, die Realität in verschiedenen Facetten und Stilformen erzählen, ohne Rücksicht auf die herkömmlichen Genregrenzen. Von 2003 bis 2007 war sie Gastdozentin an der Filmakademie Baden-Württemberg. Für ihren autobiographischen Film „Liebe Mama, ich kannte dich kaum …“ wurde sie mit dem Förderpreis Dokumentarfilm des Dokumentarfilmfests München ausgezeichnet. 2015 war sie als Artist in Residence in der Villa Aurora, Los Angeles. Zwischen 2015 und 2022 realisierte sie mehrere Kinofilme, u. a. Wem gehört die Natur?, einer „philosophischen Reise“, die das Verhältnis der Menschen zum Wilden Tier auslotet. 2020 erhielt Agneskirchner für den Fernseh-Dokumenrtarfilm Wie HOLOCAUST ins Fernsehen kam den Grimme-Preis. 
Im Jahr 2009 war Alice Agneskirchner als Teilabschnittsregisseurin an der 24-Stunden-Fernsehdokumentation 24h Berlin – Ein Tag im Leben beteiligt, und 2010 war sie eine der Regisseurinnen des Gemeinschaftsprojekts 20 × Brandenburg, das den Grimme-Preis gewann. Für ihr Projekt  Ein Apartment in Berlin erhielt sie das Gerd-Ruge-Stipendium. Ihr Filmprojekt Wem gehört die Natur? (2016/2017) wurde vom FFF-Bayern und der Filmstiftung NRW gefördert. Es gelangte 2018 in die Kinos. Der Kino-Dokumentarfilm Lampenfieber über das Kinder- und Jugendensemble des Friedrichstadt-Palastes Berlin, das als größtes in Europa gilt, feierte 2019 auf der Berlinale in der Reihe Berlinale-Special seine Premiere. Der von Alice Agneskirchner (zusammen mit Sandra Ehlermann) produzierte Film Komm mit mir in das Cinema  – Die Gregors hatte auf der Berlinale 2022 als Forum-Special seine Uraufführung. Im Fokus stehen hier Erika Gregor und ihr Ehemann Ulrich Gregor.
Alice Agneskirchner ist Mitglied der Deutschen Filmakademie, der Deutschen Akademie für Fernsehen und der AG-DOK. Für Wie „Holocaust“ ins Fernsehen kam erhielt sie 2020 den Grimme-Preis. 2023 wurde sie von der DEFA-Stiftung mit dem Preis für herausragende Leistungen im deutschen Film ausgezeichnet.

## Auszeichnungen (Auswahl)
- Golden Hugo für Rauliens Revier beim Chicago International Film Festival
- 2003: Deutscher Wirtschaftsfilmpreis für Zusammen
- 2004: iF Award für Zusammen
- 2006: Förderpreis des Dokumentarfilmfests München für Liebe Mama, ich kannte dich kaum …
- 2010: Gerd-Ruge-Stipendium
- 2020: Grimme-Preis für Wie „Holocaust“ ins Fernsehen kam
- 2023: Preis für herausragende Leistungen im deutschen Film der DEFA-Stiftung

## Filmografie
- 1992: Die Frau vom Meer, Kurzspielfilm (Regie)
- 1994: Raulien’s Revier,  Dokumentarfilm (Buch und Regie)
- 1995: Herr, Frau, Hund, Dokumentarfilm (Buch und Regie)
- 1996: Die Radio-Fritzen On Air, Dokumentarfilm (Buch und Regie)
- 1997: Ready for Take Off, Dokumentarfilm (Buch und Regie)
- 1998: Waschen und legen, Dokumentarfilm (Buch und Regie)
- 1999: Im Freibad, Dokumentarfilm (Buch und Regie)
- 2001: Cheerleader Stories, 5-teilige Doku-Serie (Buch und Regie) – zusammen mit Jeannette Eggert
- 2002: Wildenranna, Dokumentarfilm (Buch und Regie)
- 2003: Zusammen, 70-mm-Imagefilm für die VW-Autostadt in Wolfsburg (Buch und Regie)
- 2005: Silver Girls, 5-teilige Doku-Serie (Buch und Regie)
- 2007: Liebe Mama, ich kannte Dich kaum …, Autobiographischer Dokumentarfilm (Buch und Regie)
- 2008: Die Bundesregierung, 3-D-Imagefilme (Buch und Regie)
- 2009: Münchner Ratschkathl’n, historische Dokumentar-Kurzfilme (Buch und Regie)
- 2010: Doris Dörrie – Deutschland, deine Künstler, Portrait (Buch und Regie)
- 2010: 24 h Berlin / Drehregisseurin
- 2011: Hechenberg – Der Anfang vom Isarwinkel, Dokumentarfilm (Buch und Regie)
- 2011: Detroit – Hope for the Motor City, Documentary
- 2012:  Der Doktor und das liebe Pferd, Reportage (Buch und Regie)
- 2013: Ein Apartment in Berlin, Dokumentarfilm (Idee, Buch und Regie)
- 2013: 24 h Jerusalem, Drehregisseurin
- 2014: Umschalten im Kopf – Therapie für Schwerverbrecher, Reportage (Buch und Regie)
- 2016: 24h Bayern – Ein Tag Heimat, Drehregisseurin
- 2017: Auf der Jagd – Wem gehört die Natur?, Kino-Dokumentarfilm (Idee, Buch und Regie)
- 2019: Lampenfieber, Kino-Dokumentarfilm (Buch und Regie)
- 2019: Wie „Holocaust“ ins Fernsehen kam (Idee, Buch und Regie / Grimme-Preis 2020)
- 2022: Komm mit mir in das Cinema. Die Gregors. (Idee, Buch, Regie und Produktion)